# Wasserturm Hochfeld
Der Wasserturm Hochfeld war 1917 zur Versorgung von Dampflokomotiven auf dem Güterbahnhof Hochfeld errichtet worden. Heute wird er als Industriedenkmal, Bürohochhaus und zur Gastronomie genutzt.

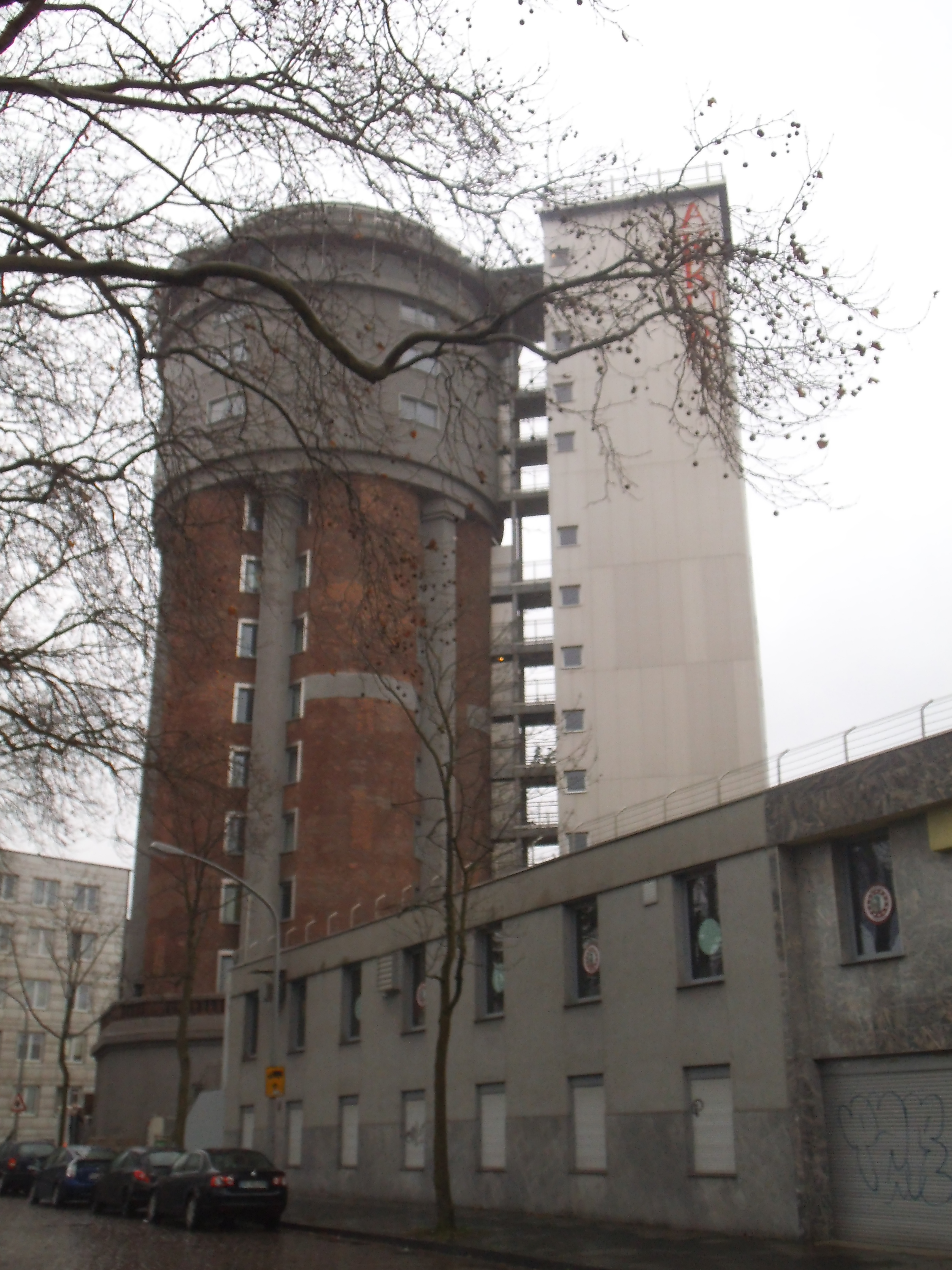
Wasserturm Hochfeld

Mitten im Ersten Weltkrieg wurde der 47 Meter hohe Wasserturm zur Versorgung der Lokomotiven des Güter- und nahen Duisburger Hauptbahnhofs erbaut. Dabei nutzte man die vergleichsweise neue Bauweise Stahlbeton um sechs innere und sechs äußere Stützen zu errichten. Diese sind mit Ziegelmauerwerk verbunden. Auch der 1.000 Kubikmeter fassende Wasserbehälter war aus Stahlbeton.
In den 1960er Jahren wurden Dampflokomotiven verstärkt durch Elektroloks ersetzt und der Bedarf nach frischem Wasser reduzierte sich derart, dass der Wasserturm stillgelegt wurde.
1997 kaufte ein privater Investor den Turm und das umliegende Brachgelände für umgerechnet 400.000 Euro. Geplant war, den Wasserturm zu einem exklusiven Gastronomie-, Büro- und Hotelkomplex mit Parkhaus umzubauen. 2001 wurde mit dem Umbau begonnen, Mitte 2007 waren die 5 Millionen Euro teuren Maßnahmen abgeschlossen. Die denkmalgeschützte Fassade blieb erhalten und wurde gesäubert, der Wasserbehälter entfernt, Fenster in das Mauerwerk gesetzt, neue Stahlbetondecken eingezogen, Büroetagen eingebaut und neben dem Turm ein Aufzug- und Treppenhaus errichtet. Im Kopf des Turmes wurde ein Restaurant eingerichtet und ein Panorama-Café eröffnet, neben dem Turm gibt es Veranstaltungssäle.